# Tiempo de juego
Tiempo de juego es un programa radiofónico deportivo de COPE dirigido por Paco González y presentado y fue animado por Pepe Domingo Castaño, ahora Gemma Santos y Andrea Peláez. Además, las emisiones por cope.es las dirige y presenta Heri Frade. Willy Valadés participó en el programa hasta que se descubrió su estafa en 2023. Según los datos de la tercera oleada de EGM del 2024 fue el programa más escuchado de la radio deportiva en España, por delante de Carrusel deportivo, con una media de 1.783.000 oyentes.

## Historia
Fue creado por Ramón Barba, quien, fijándose en el Tablero deportivo y Carrusel deportivo de RNE y Cadena SER respectivamente, pensó en un primer programa radiado de retransmisiones deportivas en directo para la red de emisoras de Radio Popular. Tiene más de 50 años de existencia, durante los que ha contado con la dirección de José Joaquín Brotons, Pedro Pablo Parrado, Agustín Castellote, José María García, Eduardo García y José Antonio Abellán antes de Paco González. Como animador tuvo durante muchos años a Joaquín Prat, tras marchar este de la SER; a Rafael Sánchez en la época de José Antonio Abellán y a Pepe Domingo Castaño hasta su fallecimiento el 17 de septiembre de 2023.
En 2011 era el segundo programa en audiencia los fines de semana. Trata el deporte bajo el prisma del humor, integrando la publicidad en el mismo, incentivando y creando cuñas de radio en las cuales participan los oyentes y el propio equipo técnico con sonidos y cantos entre otros. En 2017 se convierte por primera vez en líder de la radio deportiva española, tanto en sábado como en domingo, por delante de su principal competidor, Carrusel Deportivo (Cadena SER).

## Equipo
- Director y Presentador: Paco González.
- Publicidad y animación: Gemma Santos, Jorge Armenteros, Andrea Peláez y antes Pepe Domingo Castaño (fallecido el 17 de septiembre de 2023).
- Producción: Jorge Hevia, Rubén Parra, Germán Mansilla.
- Realización: José Antonio Hernández, Antonio Bravo, Javier Rodríguez, Víctor Catalina.
- Coordinación: Pedro Martín, Fernando Evangelio, Antonio Pérez del Castillo,  Andrea Peláez, Ana García, Luis Millán.
- Fútbol internacional: Julio Maldini y Fernando Evangelio.
- Fútbol femenino: Andrea Peláez.
- Comentaristas-colaboradores: Julio Maldini, José Miguel Prieto, Santiago Cañizares, David Albelda, Tomás Guasch, Poli Rincón, Manolo Sanchís, Luis Ángel Duque, Dani Ruiz-Bazán, Fernando Morientes, Paco Liaño, Juan Sabas, Javi Casquero, Andoni Cedrún, Marcos López, César Sánchez, Paulo Futre, Luis Malvar, Óscar Pereiro, Luis Pasamontes, Miguel Ángel Paniagua, Siro López, Josep María Minguella, José Antonio Martín Petón, Ander Cotorro ,Carlos Barazal, Dani Senabre, Guillermo Uzquiano, Elías Israel, Fernando Evangelio, Jesús Alañá Martín, Rodrigo Contreras, Borja González, Pilar Casado, Arancha Rodríguez, Gemma Santos y antes Radomir Antić (fallecido el 6 de abril de 2020).
- Comentarios arbitrales: José Francisco Pérez Sánchez (fallecido el 23 de septiembre de 2016), sucediéndole a partir del 19 de noviembre de 2016 César Muñiz Fernández y posteriormente por Pedro Martín, y desde el 24 de septiembre de 2023,  cuenta con la colaboración del ex árbitro de primera división Antonio Miguel Mateu Lahoz.
- Narradores principales: Manolo Lama, Rubén Martín, Manolo Oliveros, Heri Frade, José Manuel Oliva, Germán Dobarro, Juan Carlos Xuancar González, Rafa Villarejo, José Manuel Segarra, Santi Duque, Álvaro Rubio,Carlos Sáez, Carlos Miquel, José Luis GIl, Albert Diez y Marco Antonio Sande
- Humor: Integrantes del Grupo Risa
- Central de datos: Pedro Martín